# Peter Salisbury
Pour les articles homonymes, voir Salisbury.
Peter Salisbury, né Peter Salisbury Anthony le 24 septembre 1971, à Bath, en Angleterre) est un batteur de rock anglais, principalement connu pour avoir été un des membres fondateurs du groupe The Verve en 1989.

## Vie personnelle
Salisbury réside actuellement à Buxworth, dans le Derbyshire avec sa femme, Pam, ses deux fils, Ben et Isaac, et son beau-fils, Joe.

## The Verve
Peter Salisbury a été présent dans le groupe depuis sa fondation en 1989 et a enregistré avec le groupe les quatre albums qui compose leur discographie. Il a composé pour le groupe plusieurs chansons, surtout dans la première période d'existence du groupe (1989-1995). Il a ainsi composé avec Nick McCabe la chanson A Northern Soul et a coécrit et cocomposé plusieurs chansons du premier album, A Storm In Heaven, avec le leader du groupe Richard Ashcroft. Il a été plus absent sur le 3e album, Urban Hymns. Après huit ans de séparation à la suite de fortes disputes en 1999 dans le groupe, Ashcroft tenta en 2007 de remonter le groupe pour une nouvelle tournée et un album à venir. Pete est considéré comme celui qui a réussi à faire bouger les choses sur la réunification du groupe. Après que Ashcroft ai pris contact avec Salisury, celui-ci appela l'ancien guitariste, Nick McCabe, avec qui il était déjà en contact sur un possible projet parallèle. Enfin Ashcroft et Salisbury rendirent visite à l'ancien bassiste Simon Jones et le groupe se reforma. Dans une interview avec le magazine NME en 2007, Salisbury a dit que les problèmes entre eux n'étaient pas si mauvais en premier lieu.

## Autres Projets Musicaux
Lors du second et plus long split du groupe entre 1999 et 2007, Salisbury a joué avec divers groupes, y compris Black Rebel Motorcycle Club. Il a joué en live lors de leur UK/EU Tour en 2002, lorsque leur batteur original, Nick Jago ne pouvait pas obtenir un visa pour aller dans ces pays. Salisbury est également propriétaire et gère un magasin de percussions, Drummin', à Stockport, Angleterre. Il joue également toutes les percussions sur les albums solo de Richard Ashcroft avec qui il est toujours resté en bons termes.
En septembre 2010, il est appelé par The Charlatans pour remplacer leur batteur Jon Brookes, atteint d'une tumeur au cerveau,. Le temps de rétablissement de ce dernier étant inconnu, Peter Salisbury assurera très certainement la tournée britannique en octobre également.